# Marin Alsop
Marin Alsop (New York, 16 ottobre 1956) è una musicista e direttrice d'orchestra statunitense, direttrice dell'Orchestra Sinfonica di Baltimora dal 2007.
È stata la prima direttrice donna di una grande orchestra americana. Dal 2012 dirige l'Orchestra di Stato di San Paolo.

## Biografia
Ospite abituale in qualità di direttrice di orchestre quali New York Philharmonic, Los Angeles Philharmonic Orchestra e l'Orchestra di Filadelfia, Marin Alsop è una dei pochi direttori invitati a dirigere anche la London Symphony Orchestra e la London Philharmonic Orchestra durante la stagione.
Tra le altre orchestre dirette si segnalano: la Boston Symphony Orchestra, l'Orchestre de Paris e l'Orchestra reale del Concertgebouw.

## Premi e riconoscimenti
- Nel 2002 vince la sezione direttori d'orchestra (Conductor-Award) del Royal Philharmonic Society Music Award. Nel 2003 viene nominata artista dell'anno dalla rivista The Gramophone.
- Nel 2005 vince il Classical Brit Award for Best Female Artist.
- Nel 2006 viene premiata nella categoria BBC Radio 3 Listeners Award sempre dalla Royal Philharmonic Society.
- Dal 2005, Marin Alsop riceve una borsa di studio dalla MacArthur Fellowship (conosciuto come il premio per il genio) ed è quindi il primo ed unico direttore d'orchestra a fregiarsi di tale riconoscimento.
- Nel 2017 vince il Ditson Conductor's Award.